# 丹妮特·扬
丹妮特·扬（英語：Dannette Young，1964年10月6日—），美国女子田径运动员。她曾代表美国参加1988年、1992年和1996年夏季奥林匹克运动会田径比赛，获得一枚金牌和一枚银牌。